# Rhipidomys bezerrensis
Rhipidomys bezerrensis — вид приматів родини хом'якових (Cricetidae). Ендемік Бразилії.